# Nationella fascistpartiet
Nationella fascistpartiet (italienska: Partito Nazionale Fascista; förkortning: PNF) var ett politiskt parti i Italien som hade regeringsmakten från 1922 till 1943, från 1926 som den enda lagliga politiska organisationen. Det har ofta liknats med Nazistpartiet i Tyskland, för vilket det fått stå som förebild, även om det också fanns stora skillnader mellan respektive partis ideologier (italiensk fascism respektive den rasbaserade tyska motsvarigheten nazism), i synnerhet i början, något som avspeglas i gapet mellan nynazistiska och italienskt nyfascistiska rörelser. När Mussolinidiktaturen befann sig på sin höjd beräknas 60 procent av Italiens befolkning ha varit medlemmar i PNF eller minst en av dess underorganisationer, som kvinnororganisationen Fasci femminilli och fritidsorganisationen Opera Nazionale Dopolavoro.

## Bakgrund

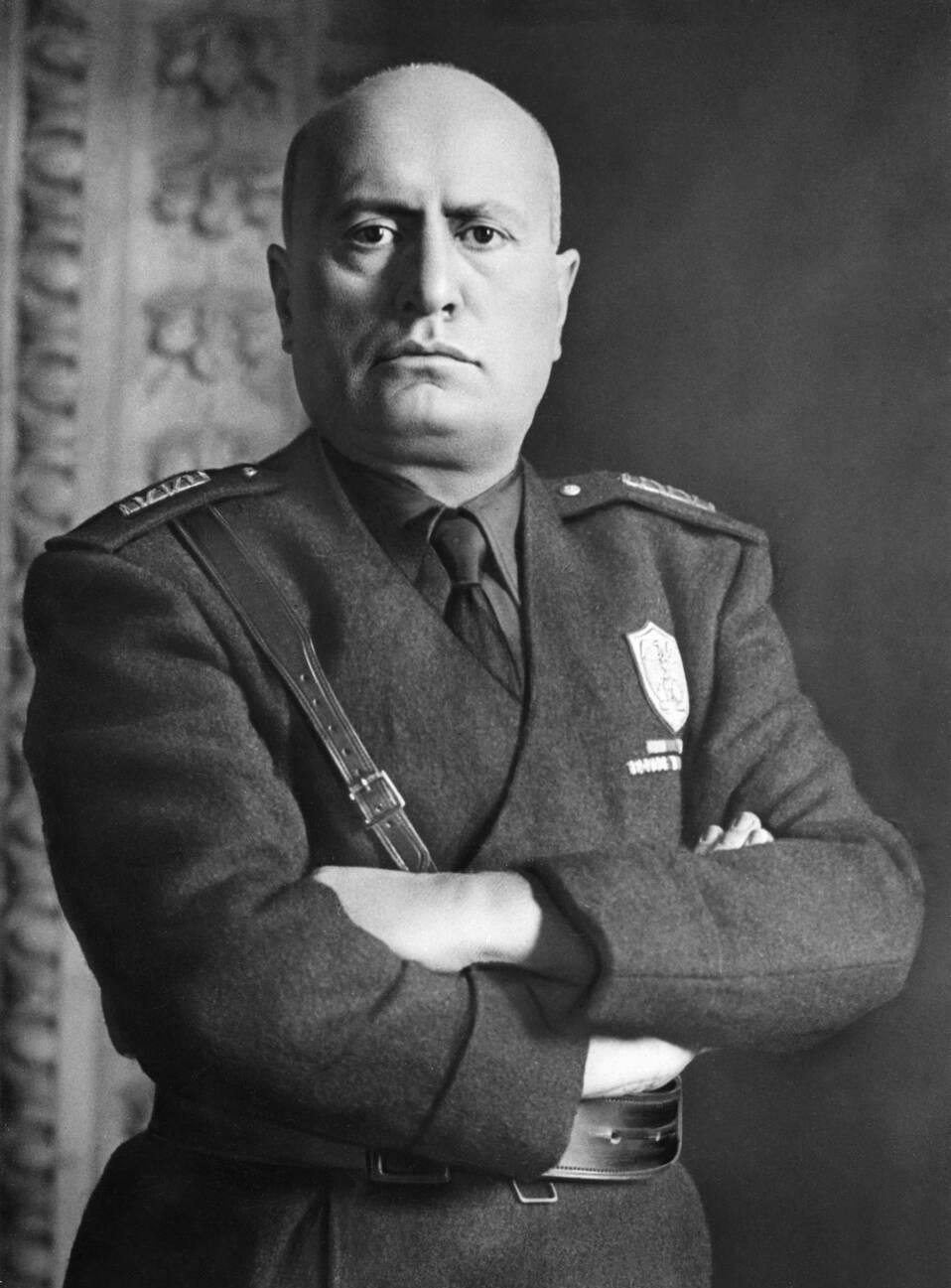
Benito Mussolini, ledare för det Nationella fascistpartiet 1921-1943.

Trots att Italien deltog i första världskriget på den segrande ententens sida, blev landet till stor del lottlöst i fredsförhandlingarna. Den följande ekonomiska nedgången och höga arbetslösheten gjorde att socialistiska och även extremt nationalistiska rörelser snabbt fick fäste. 1919 ledde krigshjälten och poeten Gabriele D’Annunzio en grupp anhängare in i staden Fiume på den italienska gränsen i dåvarande serbernas, kroaternas och slovenernas kungarike, och ställde krav på att staden skulle återförenas med Italien. Kuppen blev ett politiskt misslyckande, men bejublades av såväl Fiumes italienska majoritetsbefolkning som av breda lager i landet som helhet. Samma år publicerade den tidigare ”krigssocialisten” Benito Mussolini Il Manifesto dei Fasci di Combattimento, vilken inkluderade en rad socialradikala krav såsom kvinnlig rösträtt, nationaliseringar och sociallagstiftning, liksom nationalistiska krav på införlivande av italienskspråkiga områden i Österrike och Jugoslavien. Samma år grundades de första fasci di combattimento (’kampförbund’), som tilltänkta arvtagare till de stormtrupper (arditi) som organiserats under världskriget. Dess medlemmar kom med tiden att benämnas squadristi eller camice neri (’svartskjortor’). Efter maktövertagandet organiserades de i form av MVSN.
Grupperna syftade till att bekämpa sympatisörer till kommunismen, ”pacifistisk” socialism (som Mussolini menade hade förrått hoppet om att ena Italien) och fackföreningar, i ett land härjat av politiska kriser och ekonomisk depression. Militaristiska paroller tillgreps som nödvändiga i den sociala och nationella kampen (och som ett alternativ till kommunistiska dogmer) samtidigt som rörelsen vann mark bland borgerliga grupper, på grund av skräcken för ett socialistiskt övertagande efter revolutionen i Ryssland. De socialistiska parollerna kom gradvis att underordnas de nationalistiska, bland annat för att vinna stöd hos övriga antisocialistiska partier, men också för att tron på nationen som högsta värde antogs strida med klasskampens söndrande doktrin. Mussolini själv menade att fascismen skulle slå ”mot högerflygelns bakåtsträvanden och vänsterflygelns destruktivitet”.

## Etablering
Rörelsen motsatte sig egentligen partiväsendet, men 1921 organiserade rörelsen sig i form av ett parti och fick som del av valkartellen Blocchi Nazionale 33 mandat (samt ytterligare två som självständig lista) i deputeradekammaren. Ledande män vid sidan om D’Annunzio och Mussolini själv var krigshjälten Italo Balbo (som på grund av sin ringa ålder inte var valbar till parlamentet), syndikalisten Michele Bianchi, militären Emilio de Bono och monarkisten Cesare De Vecchi, liksom den borgerlige Dino Grandi.
År 1922 hade den högst splittrade rörelsen växt sig tillräckligt stark, om än utanför parlamentets väggar, för att gripa makten i den så kallade marschen mot Rom. Regeringschefen Luigi Facta, i samråd med kung Viktor Emanuel III, valde att avgå hellre än att ta till våld, varpå Mussolini utsågs till premiärminister som ledare för en regering bestående av tre fascister samt representanter från två liberala och ett kristdemokratiskt parti, samt Giovanni Gentile.
Sedan Mussolini fått extraordinära fullmakter för att bekämpa den stegrande inflationen stärktes fascisternas grepp om Italien, medan ekonomin överläts till liberalen Alberto de Stefani, vilket bidrog till att fullborda den antisocialistiska profilen. Rörelsens svaga grepp om parlamentet löstes 1923 genom acerbolagen, som föreskrev att det parti som fick flest röster skulle få två tredjedelar av mandaten i varje valkrets, och samma år gick fascisterna samman med nationalistiska ANI under namnet Nationella Fascistpartiet (Partito Nazionale Fascista). Fascistiska svartskjortor patrullerade gatorna och anses vid sidan om den stora förhoppningen att radikalen Mussolini hade vad som saknats för att bemästra landets stora problem ha haft stor betydelse för den kommande valsegern. I valet i maj 1924 fick högerkoalitionen Lista Nazionale – som dominerades av fascisterna – över 65 procent av rösterna, till stor del på grund av socialisternas splittring. Därmed koncentrerades den politiska makten helt i PNF:s händer.

Det italienska fascistpartiets flagga

Oppositionen var inte krossad än, men samma år mördades den ledande socialistledaren Giacomo Matteotti, sannolikt av fascistiska rebeller, och i januari 1925 införde Mussolini en formell enpartistat och började officiellt att omnämnas il Duce, ett epitet som tidigare tillkommit D’Annunzio. 
1928 infördes en ny parlamentsreform som i realiteten innebar att fascismens stora råd (Il Gran Consiglio del Fascismo) tillsatte samtliga deputerade genom en enda kandidatlista. Från 1939 sköttes denna uppgift av de självständiga så kallade korporationerna genom ett kvasidemokratiskt system som gav visst folkligt självstyre i inre angelägenheter. Den reella makten låg emellertid i stora rådets händer. 1936 utropades formellt det nyromerska imperiet i deputeradekammaren med fascistpartiet som ledande politisk kraft. Allt eftersom samhället ombildades efter fascistiska mönster utvidgades partiets medlemsantal till att vid krigsutbrottet 1939 omfatta omkring 20 procent av den italienska befolkningen, omkring nio miljoner medlemmar. Män, stadsbor (särskilt i norditalien) och italienska judar var överrepresenterade.

## Partiet under andra världskriget

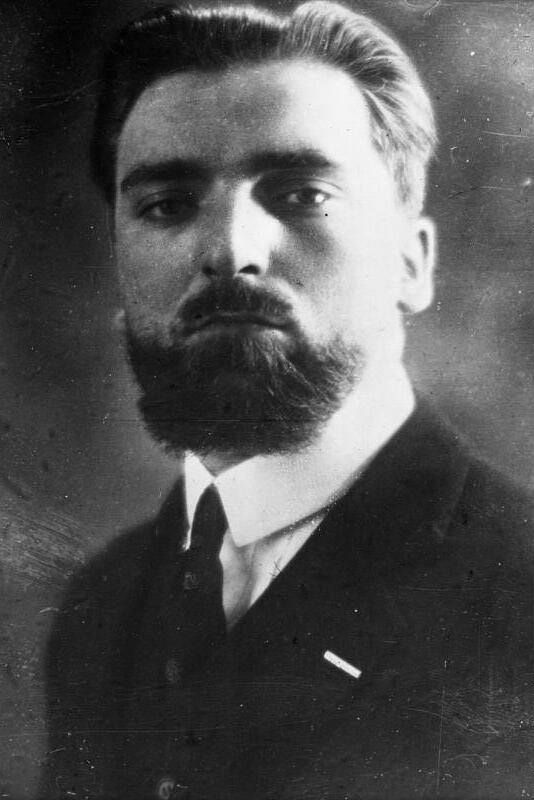
Dino Grandi, som ledde stora rådet när Mussolini avsattes.

Efter Italiens närmande till Tyskland började motgångarna. Italien inträdde i kriget på Nazitysklands sida 1940 efter att tidigare utan repressalier ockuperat Abessinien och Albanien, och 1942 föll avgörandet i Nordafrika. Följande år landsteg de allierade på Sicilien och i Italien. Av fruktan för utgången lät stora rådet under Dino Grandis ledning den 25 juli 1943 avsätta Mussolini, vilket fullbordades följande dag på kung Viktor Emanuels order. Ledande bland kuppmakarna var förutom Grandi krigshjältarna de Bono och de Vecchi, som motsatt sig ett närmande till det under första världskriget fientliga Tyskland. En övergångsregering under Pietro Badoglio, tidigare general i kriget mot Abessinien, som den 27 juli lät förbjuda partiet. Mussolini fritogs genom en tysk intervention kort efter och ledde en exilregering i Salo som ledare för ett nytt fascistparti, Partito Fascista Repubblicano (PFR), i realiteten en renodlad tysk lydregim. PFR upplöstes i samband med Mussolinis död och Nazitysklands sammanbrott våren 1945.